# Apistogramma eunotus
Apistogramma eunotus är en fiskart som beskrevs av Kullander, 1981. Apistogramma eunotus ingår i släktet Apistogramma och familjen Cichlidae. Inga underarter finns listade i Catalogue of Life.